# Ega (mitología)
Ega, Ege o Aix (en griego, Αίγη, Αἴξ), en la mitología griega, fue una ninfa o una cabra que amamantó a Zeus cuando este era un bebé y estaba escondido en una cueva de Creta. El nombre de Ega sólo aparece en la Astronomía poética y está vinculado a la estrella de Capra («la cabra») —hoy día Capella («cabra pequeña»)—, que pertenece a la constelación del Auriga. La misma fuente nos aclara las variantes sobre la filiación y familia de Ega: pudiera ser hija de Óleno o bien de Helios, hermana de Hélice, esposa de Pan y madre de Egipán.
Su nombre está relacionado con αίξ, "aix", que significa cabra, o con άιξ, "aïx", vendaval de viento. Esta circunstancia ha llevado a algunos críticos a considerar el mito como formado por otros dos submitos distintos: uno sería de naturaleza astronómica y derivado de la constelación y la estrella Capella, de la que surgen tormentas y tempestades, y el otro se refiere a la cabra que habría amamantado al bebé Zeus en Creta.
Sobre el hombro izquierdo de la constelación del Auriga se alza Capra, la cabra, y en su mano izquierda se ubican los Cabritos. Dicen que un tal Óleno, hijo de Vulcano (Hefesto), tenía dos hijas, las ninfas Ega y Hélice, que fueron nodrizas de Jove (Zeus). Otros han dicho que de ellas tomaron el nombre ciertas ciudades —Óleno de Áulide, Hélice en el Peloponeso y Ege en Hemonia—, sobre las que Homero escribe en el segundo libro de la Ilíada. Pero Parmenisco dice que un tal Meliseo era rey en Creta, y Jove fue traído ante sus instancias para ser amamantado por sus hijas. Como estas no tenían leche decidieron que el infante fuera amamantado y criado por una cabra, Amaltea. La cabra rápidamente dio a luz gemelos, y en el mismo momento en que Jove fue llevado ante ella ya había parido un par de cabritos. Y así, debido a la bondad de la madre, los cabritos también fueron colocados entre las estrellas. Se dice que Cleóstrato de Ténedos fue el primero en señalar a estos cabritos entre las estrellas.
Evémero dice que una tal Ega era la esposa de Pan. Cuando fue abrazada por Jove tuvo un hijo al que llamó hijo de Pan. Así el niño fue llamado Egipán y Jove fue denominado Egíoco. Como le tenía mucho cariño colocó en su memoria la forma de una cabra entre las estrellas.
Algunos dicen que Ega era una hija de Sol (Helios), que superaba a muchos en belleza por su cuerpo, pero en contraste con esta belleza, tenía un rostro horrible. Aterrorizados por ella, los titanes rogaron a Terra (Gea) que escondiera su cuerpo, y se dice que Terra la escondió en una cueva en la isla de Creta. Más tarde se dice que se convirtió en la nodriza de Júpiter. Pero cuando Júpiter, confiado por su juventud, se preparaba para la guerra contra los titanes, le fue revelado que si deseaba vencer, debía participar en la guerra protegido con la piel de una cabra, aigos, y con la cabeza de la Gorgona. Los griegos se refieren a la égida. Una vez ataviado, Júpiter, venciendo a los titanes, se apoderó del reino. Cubriendo los huesos restantes de la cabra con una piel, les dio vida y los conmemoró, representándolos con estrellas. Después entregó a Minerva (Atenea) la égida con la que había vencido en la batalla.
Fuera de la Astronomía poética otros autores se refieren a la cabra pero nunca la denominan como Ega. Arato, por ejemplo, nos habla de la estrella de Hélice y también dice que los intérpretes de Zeus llamaban a la Cabra Olenia. Para Estrabón la Cabra Olenia tenía su origen en la ciudad de Oleno, en Acaya. Sin embargo, este epíteto también puede entenderse a partir de su etimología: olenia significaría, en realidad, «cerca del codo (del Auriga)». Eratóstenes también nos habla de la Ega, hija de Helios. Dice que, según Museo, al nacer Zeus fue confiado por Rea a Temis, y que Temis le entregó la criatura a Amaltea y que ésta, que tenía una cabra, la puso a su cargo, y que la cabra crio a Zeus. La cabra, dicen, era tan horrenda que los dioses de la época de Crono, espantados ante la figura de la joven, le suplicaron a la Tierra que la ocultase en alguna de las grutas de Creta. Antonino Liberal dice que Rea, por temor a Crono, ocultó a Zeus en Creta, y allí le crio una cabra dándole de mamar. Lactancio Plácido también habla de la cabra.